# مارتن أودونيل
مارتن أودونيل (بالإنجليزية: Martin O'Donnell)‏ (ولد في 1 مايو 1955) هو ملحن أمريكي معروف بعمله على سلاسل ألعاب الفيديو التي طورتها شركة بنجي وأشهرها سلسلة هيلو وأوني. أودونيل تعاون مع زميله مايكل سالفاتوري في كثير من الألحان. بدأ أودونيل مهنته الموسيقية بتأليف الألحان الموسيقية للتلفزيون والإذاعة. انتقل أودونيل إلى تأليف الموسيقى لألعاب الفيديو من خلال شركته توتال أوديو (TotalAudio) التي قامت بتصميم الصوت للعبة ريفن عام 1997.

## روابط خارجية
- مارتن أودونيل على موقع IMDb (الإنجليزية)
- مارتن أودونيل على موقع ميوزك برينز (الإنجليزية)
- مارتن أودونيل على موقع أول ميوزيك (الإنجليزية)
- مارتن أودونيل على موقع ديسكوغز (الإنجليزية)
- مارتن أودونيل على موقع كينوبويسك (الروسية)